# Estación Roque Pérez
Roque Pérez es una estación ferroviaria ubicada en la ciudad del mismo nombre, partido de Roque Pérez, Provincia de Buenos Aires, Argentina.

## Servicios
No presta servicios de pasajeros desde el 13 de julio de 2018. Es una pequeña estación del ramal perteneciente al Ferrocarril General Roca, desde la estación Cañuelas hasta la estación Olavarría. Sus vías están concesionadas a la empresa privada de cargas Ferrosur Roca.

## Historia
La estación fue inaugurada el 21 de septiembre de 1884 por la compañía Ferrocarril Oeste de Buenos Aires en tierras donadas por Juan Espelosín; siendo así el primer edificio del pueblo.